# Розон, Тим
Тим Розон (англ. Tim Rozon; род. 4 июня 1976, Онтарио, Канада) — канадский актёр. Лауреат премии «Джемини». Первую известность получил благодаря одной из главных ролей в популярном сериале «Сверхновая звезда», в котором он снимался с 2004 по 2008 год.
С 2016 года играет роль «Дока» Холлидея в сериале телеканала Syfy «Вайнона Эрп». Также, известен по роли Люка Романа в мистическом сериале «Сюрреалистическая недвижимость» (2021).
Является владельцем ресторана Garde-Manger в Монреале.

## Фильмография
| Кино        | Кино                           | Кино                   | Кино                      | Кино                                            |
| Год         | Русское название               | Оригинальное название  | Роль                      | Примечание                                      |
| ----------- | ------------------------------ | ---------------------- | ------------------------- | ----------------------------------------------- |
| 2000        | Великий Гэтсби                 | The Great Gatsby       | богатый парень            | Экранизация романа Фрэнсиса Скотта Фицджеральда |
| 2003        | Обратитесь к Джейн             | See Jane Date          | официант                  | Телефильм                                       |
| 2004        | Чужая свадьба                  | I Do (But I Don’t)     | Рик Корина                | Телефильм                                       |
| 2008        | Огонь и Ярость                 | Fire and Fury          | Клод                      | Короткометражка                                 |
| 2009        | Крикуны 2: Охота               | Screamers: The Hunting | Мэдден                    | Direct-to-video                                 |
| 2013        | Месть сестры                   | A Sister’s Revenge     | Майкл Миллер              | Телефильм                                       |
| Телевидение |                                |                        |                           |                                                 |
| Год         | Русское название               | Оригинальное название  | Роль                      | Примечание                                      |
| 2004-2008   | Сверхновая звезда              | Instant Star           | Том Куинси                | 52 эпизода; главная роль                        |
| 2010        | Копы-новобранцы                | Rookie Blue            | Гейб                      | Эпизод «Takedown», 1 сезон 13 серия             |
| 2011        | Горячая точка                  | Flashpoint             | Александр Карсон          | Эпизод «I’d Do Anything», 3 сезон 12 серия      |
| 2013-2014   | Зов крови                      | Lost Girl              | Массимо, Друид            | 8 эпизодов; второстепенная роль                 |
| 2014        | Быть человеком                 | Being Human            | Эндрю                     | 6 эпизодов; второстепенная роль                 |
| 2015-2017   | Шиттс Крик                     | Schitt$ Creek          | Матт Шитт                 | 22 эпизода; второстепенная роль                 |
| 2016-2020   | Вайнона Эрп                    | Wynonna Earp           | Джон Генри «Док» Холлидей | постоянная роль                                 |
| 2020        | Бродячая королева              | Vagrant Queen          | Айзек                     | 10 эпизодов                                     |
| 2021        | Сюрреалистическая недвижимость | SurrealEstate          | Люк Роман                 | 20 эпизодов                                     |